# Nicke Sjödin
Nils Eric "Nicke" Sjödin, född 21 juli 1934 i Röån i Junsele församling i Ångermanland, död 8 april 2009 i Sollefteå, var en svensk författare, krönikör och gymnasielärare. Han skrev på Röå-mål.
Sjödin var bosatt i Sollefteå, där han också gick i realskolan, och avlade studentexamen 1955. Därefter följde humanistiska studier vid Uppsala universitet 1957–1961 och efter en filosofisk ämbetsexamen tjänst som gymnasielärare i Sollefteå.
Sjödin avled 2009 i cancer på Sollefteå sjukhus. Han var far till krönikören och underhållaren Jacke Sjödin.

## Priser och utmärkelser
- 1973 – Landsbygdens författarstipendium
- 1985 – Sollefteå kommuns kulturpris
- 1988 – Emil Hagström-plaketten
- 1989 – Norrlandsförbundets Olof Högberg-plakett
- 1992 – Landsbygdens författarstipendium
- 1999 – Hedersledamot vid Norrlands nation i Uppsala
- 2008 – Hedenvind-plaketten